# Płoska
Die Płoska ist ein kleinerer linker Zufluss des Supraśl, der wiederum in den Narew mündet, in Polen.

## Geografie
Der 23,6 km lange Fluss entspringt bei dem Dorf Grabówka (Gmina Supraśl) in der Woiwodschaft Podlachien am Ostrand der Stadt Białystok und fließt zunächst in östlicher und später in nördlicher Richtung durch den Landschaftsschutzpark Park Krajobrazowy Puszczy Knyszyńskiej, bis er bei dem Dorf Krzemienne (Gmina Supraśl) in den Supraśl mündet. Das Einzugsgebiet wird mit 216 km² angegeben, der mittlere Abfluss mit 0,92 m³/s an der Mündung.